# John Thomas (cristadelfiano)
John Thomas Médico de profesión, hijo de un ministro Congregacionalista Inglés, fue el fundador de la organización religiosa conocida como "Los Cristadelfianos" un movimiento de carácter restauracionista, antitrinitario y pacifista.
Escritor de varias obras de carácter religioso entre ellas: 'Elpis Israel', Eureka, Anatolia, Anastasis, Phanerosis, y otras. Nació el 12 de abril de 1805 (Londres, Inglaterra). Murió el 5 de marzo de 1871 (New Jersey, Estados Unidos de América)